# Joaquín José de Melgarejo y Saurín
Pour les articles homonymes, voir Melgarejo.
Joaquín José de Melgarejo y Saurín, 1er duc de San Fernando de Quiroga, né le 23 janvier 1780 à Cox en Espagne et mort le 9 avril 1835 à Madrid, est un homme d'État espagnol, secrétaire d'État du royaume d'Espagne sous le règne de Ferdinand VII de 1819 à 1820.